# Slovenia Open WTA 2006
Lo Slovenia Open WTA 2006, conosciuto anche per motivi di sponsorizzazione col nome di Banka Koper Slovenia Open 2006, è stato un torneo di tennis giocato sul cemento. È stata la 2ª edizione del Slovenia Open WTA, che fa parte della categoria Tier IV nell'ambito del WTA Tour 2006. Si è giocato a Portorose in Slovenia, dal 18 al 24 settembre 2006.

## Vincitori

### Singolare
Tamira Paszek ha battuto in finale  Maria Elena Camerin con il punteggio di 7–5, 6–1

### Doppio
Lucie Hradecká /  Renata Voráčová hanno battuto in finale  Eva Birnerová /  Émilie Loit per walkover